# Grand Prix automobile d'Afrique du Sud 1977
Résultats du Grand Prix automobile d'Afrique du Sud 1977 de Formule 1  qui a eu lieu sur le circuit de Kyalami le 5 mars 1977.

## Classement
| Pos. | no | Pilote             | Écurie             | Tours | Temps/Abandon                    | Grille | Points |
| ---- | -- | ------------------ | ------------------ | ----- | -------------------------------- | ------ | ------ |
| 1    | 11 | Niki Lauda         | Ferrari            | 78    | 1 h 42 min 21 s 6 (187,639 km/h) | 3      | 9      |
| 2    | 20 | Jody Scheckter     | Wolf-Ford          | 78    | + 5 s 2                          | 5      | 6      |
| 3    | 4  | Patrick Depailler  | Tyrrell-Ford       | 78    | + 5 s 7                          | 4      | 4      |
| 4    | 1  | James Hunt         | McLaren-Ford       | 78    | + 9 s 5                          | 1      | 3      |
| 5    | 2  | Jochen Mass        | McLaren-Ford       | 78    | + 19 s 9                         | 12     | 2      |
| 6    | 7  | John Watson        | Brabham-Alfa Romeo | 78    | + 20 s 2                         | 11     | 1      |
| 7    | 19 | Vittorio Brambilla | Surtees-Ford       | 78    | + 23 s 6                         | 14     |        |
| 8    | 12 | Carlos Reutemann   | Ferrari            | 78    | + 26 s 7                         | 8      |        |
| 9    | 22 | Clay Regazzoni     | Ensign-Ford        | 78    | + 46 s 2                         | 16     |        |
| 10   | 28 | Emerson Fittipaldi | Copersucar-Ford    | 78    | + 1 min 11 s 7                   | 9      |        |
| 11   | 18 | Hans Binder        | Surtees-Ford       | 77    | +1 tour                          | 19     |        |
| 12   | 6  | Gunnar Nilsson     | Lotus-Ford         | 77    | + 1 tour                         | 10     |        |
| 13   | 8  | Carlos Pace        | Brabham-Alfa Romeo | 76    | + 2 tours                        | 2      |        |
| 14   | 30 | Brett Lunger       | March-Ford         | 76    | +2 tours                         | 23     |        |
| 15   | 14 | Larry Perkins      | BRM                | 73    | + 5 tours                        | 22     |        |
| Abd. | 9  | Alex Ribeiro       | March-Ford         | 66    | Moteur                           | 17     |        |
| Abd. | 10 | Hans Joachim Stuck | March-Ford         | 55    | Moteur                           | 18     |        |
| Abd. | 5  | Mario Andretti     | Lotus-Ford         | 43    | Accident                         | 6      |        |
| Abd. | 33 | Boy Hayje          | March-Ford         | 33    | Boîte de vitesses                | 21     |        |
| Abd. | 26 | Jacques Laffite    | Ligier-Matra       | 22    | Accident                         | 12     |        |
| Abd. | 16 | Tom Pryce          | Shadow-Ford        | 22    | Accident mortel                  | 15     |        |
| Abd. | 17 | Renzo Zorzi        | Shadow-Ford        | 21    | Fuite d'essence                  | 20     |        |
| Abd. | 3  | Ronnie Peterson    | Tyrrell-Ford       | 5     | Alimentation                     | 7      |        |

Légende :
- Abd.=Abandon

## Pole position et record du tour
- Pole position :  James Hunt en 1 min 15 s 96 (vitesse moyenne : 194,502 km/h).
- Meilleur tour en course :  John Watson en 1 min 17 s 63 au 7e tour (vitesse moyenne : 190,318 km/h).

## Tours en tête
- James Hunt : 6 tours (1-6)
- Niki Lauda : 72 tours (7-78)

## Accident mortel
Au vingt-deuxième tour, la voiture de Renzo Zorzi prend feu et ce dernier l'abandonne rapidement après s'être immobilisé sur la gauche de la piste, juste après le virage du Kink, peu avant la ligne d'arrivée. Deux commissaires de course, William Bill et Frederik Jansen van Vuuren, situés du côté opposé de la piste, décident de la traverser afin d'intervenir. Au même moment, les voitures de Hans-Joachim Stuck et Tom Pryce traversent le circuit. Stuck, qui aperçoit les deux commissaires, fait un écart sur la droite pour les éviter, frôlant Bill mais Pryce, caché par la voiture de Stuck, ne peut éviter Jansen van Vureen, qui transporte un extincteur de 18 kg. Il le percute à une vitesse d’environ 270 km/h ; l'extincteur heurte le casque de Pryce et les deux hommes sont tués instantanément.

## Statistiques
- 13e victoire pour Niki Lauda.
- 66e victoire pour Ferrari en tant que constructeur.
- 66e victoire pour Ferrari en tant que motoriste.
- 42e et dernier Grand Prix pour Tom Pryce, victime d'un accident mortel en cours d'épreuve.
- 72e et dernier Grand Prix pour Carlos Pace qui décède deux semaines plus tard dans un accident d'avion.